# Max Bolkart
Max Bolkart (29. července 1932, Oberstdorf - 28. dubna 2025) je bývalý německý skokan na lyžích. Závodil v letech 1954 až 1966. Jeho největším úspěchem bylo celkové vítězství na Turné čtyř můstků 1960.
V mládí se chtěl věnovat alpskému lyžování, k tomu se však příliš nehodila jeho útlá postava. V patnácti letech (1947) se doslechl, že se hledají zájemci pro skoky na lyžích. Přijali ho a záhy se propracoval mezi elitu. Jeho vrcholem byla druhá polovina 50. let a první polovina 60. let.
Čtyřikrát se stal mistrem Německa, a to v letech 1956, 1957, 1958 a 1964. Přední příčky obsadil i na zimních olympijských hrách. V roce 1956 v italské Cortině d’Ampezzo byl čtvrtý v závodě na velkém můstku a o čtyři roky později v americkém Squaw Valley skončil ve stejném závodě šestý.
Vrchol jeho sportovní kariéry přišel na přelomu let 1959/1960. Jako první západoněmecký skokan ovládl celkovou klasifikaci Turné čtyř můstků, vyhrál závody v rodném Oberstdorfu, Ga-Pa i Innsbrucku. Tím se mu podařilo prolomit nadvládu východoněmeckého reprezentanta Helmuta Recknagela. Kromě Bolkartových vynikajících výkonů však sehrály své i nesportovní, politické prostředky. V dobách studené války mělo sportovní soupeření i značný ideologický význam, a proto Spolková republika Recknagelovi znemožnila vstup do země.
Kromě vítězství z r. 1960 skončil Bolkart na Turné dvakrát celkově třetí, a to v letech 1957 (za Finy Penttim Uotinenem a Eino Kirjonenem) a 1963 (za Nory Toralfem Enganem a Torbjørnem Yggesethem)
.
Roku 2002 mu prezident Johannes Rau propůjčil nejvyšší německé sportovní ocenění, Stříbrný vavřínový list . Bolkart je také nositelem Spolkového kříže za zásluhy.
Dnes působí v rodinném podniku, čtyřhvězdičkovém hotelu Landhaus Freiberg v Oberstdorfu .